# Waterprocessie
De waterprocessie is een processie die gehouden werd ter nagedachtenis en uit dankbaarheid voor het behoud van de schepen in de berghaven van Schipperskerk op 30 september 1944.
Op 19 september 1944 werd Grevenbicht bevrijd, maar de frontlinie bleef bij het enkele kilometers noordelijk gelegen Illikhoven steken. Daarmee dreigde het gevaar dat de terugtrekkende bezetter de schepen in de haven tot zinken zou brengen. Twee schepen waren al in de havenmond op de bodem gezet. Maar doordat niet nader genoemde verzetshelden de sluis bij Roosteren 'onklaar' maakten, de sluisdeuren saboteerden, liep de haven en het kanaal vanaf de sluis bij Born in noordelijke richting leeg. De schepen kwamen daarmee droog te liggen, waardoor ze niet meer tot zinken konden worden gebracht.
 
Daarmee  ontsnapten de schepen die er lagen aan de Duitse 'Sprengkommando's', die op 30 september 1944 zo'n 240 schepen in de haven van Maasbracht, rond Maastricht en elders op het Julianakanaal opbliezen.
De waterprocessie werd om de paar jaar gehouden. Tussen 1946 en 1954 tweejaarlijks en in 1994, 1995 en 2004 nog herhaald. Bij deze processie werd het genadebeeld Onze Lieve Vrouw Sterre der Zee meegedragen.